# Miroslav Ambrožič
Miroslav Ambrožič, slovenski telovadec, publicist in tiskar, * 15. julij 1885, Kranj, † 7. september 1944, Ljubljana.

## Življenjepis
Miroslav Ambrožič se je rodil 15. julija 1885 v Kranju, kjer je tudi končal nižjo gimnazijo. Ker študija ni mogel nadaljevati zaradi finančnih težav, se je namesto tega izučil za stavca in se zaposlil v tiskarni Edinost v Trstu. Leta 1911 je postal tehnični vodja tiskarne, od leta 1918 do leta 1920 pa je bil njen ravnatelj. Leta 1920 se je vsled slovenskega porekla moral umakniti v tedanjo Kraljevino SHS. Po umiku iz Italije je leta 1921 postal vodja Delniške tiskarne v Ljubljani. To delo je opravljal do leta 1936. Umrl je v Ljubljani 7. septembra 1944.

## Sokolska dejavnost
Miroslav Ambrožič se je začel s telovadbo ukvarjati že v Kranju, kjer je leta 1905 postal sokolski vodnik. Leta 1911 postane načelnik Sokolskega društva v Trstu, in leta 1912 načelnik Tržaške sokolske župe. Leta 1913 sodeluje kot sodnik na mednarodnih telovadnih tekmah Mednarodne gimnastične zveze FIG v Ljubljani in Parizu. V Ljubljani je bil od leta 1921 član tehničnega odbora Slovenske sokolske zveze, ter od leta 1922 najožji sodelavec Viktorja Murnika pri organiziranju prvega jugoslovanskega vsesokolskega zleta v Ljubljani. Od leta 1922 je bil načelnik ljubljanske sokolske župe, in od leta 1925 do 1934 načelnik Jugoslovanske sokolske zveze ali Sokola kraljevine Jugoslavije.

## Publicistična dejavnost
Miroslav Ambrožič je že v letih 1905 in 1906 uredil Slovenski sokolski koledar. Tudi v Trstu je nadaljeval z delovanjem v publicistiki in je tako med letoma 1912 in 1914 urejeval Vestnik tržaške sokolske župe. Kasneje v Ljubljani je v letih 1922 in 1923 sourejeval Vestnik sokolske župe Ljubljana I, leta 1934 pa je urejeval Sokolski glasnik. V vseh glasilih pa je prispeval tudi veliko svojih člankov in prilog s področja telovadbe in sokolske vzgoje. Poleg tega je bil tudi sourednik Vaditeljskega lista. 

## Dela
Ambrožič je izdal tudi nekaj samostojnih publikacij:
- Sokolski telovadni sestav, Trst, 1919
- Sokolska vzgojna metodika, Ljubljana, 1923
- Tiskarstvo, Ljubljana, 1937

Več njegovih del pa je bilo še v fazi rokopisov, ko so zgorela v požigu Narodnega doma v Trstu leta 1920.